# Herbert Boy
Herbert Boy (ur. 24 października 1897, zm. 11 maja 1973) – as lotnictwa niemieckiego Luftstreitkräfte z 5 potwierdzonymi zwycięstwami w I wojnie światowej.
Herbert Boy służył w Schusta 30 na samolotach dwumiejscowych zanim został przeniesiony do eskadry myśliwskiej Jagdstaffel 14 w grudniu 1917 roku. Pierwsze zwycięstwo odniósł 22 grudnia 1917 roku. Do 7 października 1918 roku odniósł jeszcze  4 zwycięstwa. 7 października w czasie walki powietrznej z kanadyjskim asem Camillem Henri Raoul Lagessenem pilotowany przez niego Fokker D.VIII stanął w płomieniach. Herbert Boy ratował się skokiem z płonącego samolotu, jednak jego spadochron także uległ zapłonowi. Herbert Boy przeżył i dostał się do niewoli.
Jego dalsze losy nie są znane, wiadomo tylko, że zmarł w 1973 roku w Kolumbii i został pochowany na cmentarzu w Bogocie. 
Herbert Boy latał na samolotach Albatros D.V oraz Fokker D.VIII.